# Софронов Анатолій Володимирович
Анатолій Володимирович Софронов (рос. Анато́лий Влади́мирович Софро́нов; нар. 19 січня 1911, Мінськ, Російська імперія — пом. 9 вересня 1990, Москва, Російська РФСР) — російський письменник, драматург. Герой Соціалістичної Праці (1981). Лауреат Державної премії СРСР (1948, 1949).

## Життєпис
Народився 19 січня 1911 року в Мінську.
Закінчив літературний факультет Ростовського педагогічного інституту (1937). Був головним редактором журналу «Огонек». Літературну діяльність розпочав 1929 р.
Автор сценарію до ряду кінокартин, а також — українського фільму «Серце не прощає» (1961, у співавт.з І. Кобозєвим, авт. тексту пісень).
Нагороджений орденом Леніна, медалями. Був членом Спілки письменників РРФСР.
Помер Анатолій Софронов у Москві 9 вересня 1990 року. Похований на Троєкурівському цвинтарі.

## Нагороди та почесні звання
- три ордени Леніна;
- медаль «За оборону Кавказу»;
- Орден Трудового Червоного Прапора;
- орден Вітчизняної війни I ступеня;
- Герой Соціалістичної Праці (16 лютого 1981);
- медаль «За перемогу над Німеччиною у Великій Вітчизняній війні 1941—1945 рр..»;
- Орден Жовтневої Революції (22 лютого 1971).
- Державна премія РРФСР імені К. З . Станіславського (1973 — за п'єси «Спадщина» та «Ураган»);
- Сталінська премія другого ступеня (1948) — за п'єсу" В одному місті"(1946);
- Сталінська премія першого ступеня (1949) — за п'єсу «Московський характер» (1948).